# Illano
Illano is een gemeente in de Spaanse provincie en regio Asturië met een oppervlakte van 102,70 km². Illano telt 372 inwoners (1 januari 2016).

## Demografische ontwikkeling
Bron: INE, 1857-2011: volkstellingen